# Timothy O'Brien, I baronetto
Timothy O'Brien, I baronetto (1787 – 3 dicembre 1862) è stato un politico irlandese.

## Biografia
Era figlio di Timothy O'Brien e di sua moglie Madden. Nel 1821 sposò Catherine Murphy, figlia di Edward Murphy, ed ebbero almeno cinque figli: Timothy (morto nel 1869); John (morto nel 1869); Kate (morta nel 1894); Ellen (morta nel 1899); e Patrick (1823-1895). Prima di entrare in politica faceva il mercante.
Nel 1844, O'Brien fu nominato sindaco di Dublino, e riconfermato nel 1849. Allo stesso tempo, fu membro del Parlamento (MP), eletto nel 1846 per la prima volta nella Repeal Association in una elezione suplettiva per il collegio di Cashel, causata dalle dimissioni di Joseph Stock. Diventato deputato dell'Independent Irish Party nel 1852, diventò un Whig nel 1857, mantenendo il seggio fino alle elezioni generali del 1859, quando decise di non ricandidarsi.
Nel 1849, durante la prima visita in Irlanda della regina Vittoria, O'Brien fu fatto Baronetto, diventando il I baronetto di Merrion Square e Boris-in-Ossory. Alla sua morte, avvenuta nel 1862, il baronettato fu ereditato da suo figlio, Sir Patrick O'Brien.
Al di fuori della sua carriera politica, O'Brien fu anche un giudice di pace e Deputy lieutenant.